# Municipio de Big Grove (condado de Benton)
El municipio de Big Grove (en inglés: Big Grove Township) es uno de los veinte municipios ubicados en el condado de Benton en el estado estadounidense de Iowa. En el año 2000 el municipio tenía una población de 230 habitantes y una densidad poblacional de 2,5 personas por km².

## Geografía
El municipio de Big Grove se encuentra ubicado en las coordenadas 42°04′48″N 92°07′37″O / 42.08000, -92.12694.